# Говоров, Козьма Гаврилович
Козьма Гаврилович Говоров (22 октября 1820, с. Понзари, Тамбовская губерния — 9 мая 1874, Московская губерния) — русский филолог, педагог, автор практического руководства по русской грамматике.

## Биография

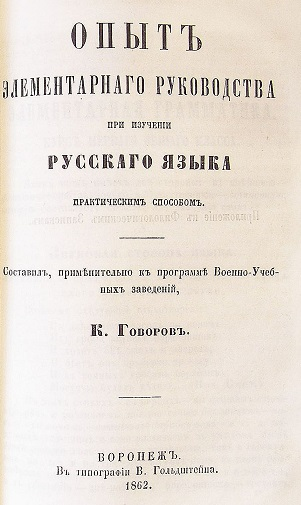
«Опыт элементарного руководства при изучении русского языка практическим способом» в «Филологических записках» А. Хованского

Козьма Гаврилович родился в семье сельского священника. Образование получил в Тамбовской духовной семинарии.
В 1844 году окончил Московскую духовную академию со степенью кандидата. Служил до октября 1845 года в Рязанской духовной семинарии преподавателем Священного Писания, герменевтики, патрологии и языков латинского и греческого, а затем в Тамбовской духовной семинарии преподавателем Священного Писания, церковной истории и латинского языка.
В 1855 году он перешел на должность преподавателя русского языка и словесности в Тамбовский кадетский корпус; одно время преподавал русский язык и в Тамбовской гимназии.
В 1866 году, в связи с упразднением Тамбовского корпуса, Говоров был переведен в Орловскую военную гимназию, где и служил с 1867 по 1870 год.
С 1870 по 1872 занимался преподаванием в частных средних учебных заведениях Москвы, оставив службу по выслуге лет в чине статского советника. По свидетельству одного из его учеников, Говоров умел излагать свой предмет доступным для учеников языком и был чужд педантства.
Козьма Гаврилович Говоров умер в своем имении, расположенном в Московском уезде, погребен в Троице-Сергиевой лавре.

## Научная деятельность
Главным трудом Говорова, которым он создал себе имя, стал «Опыт элементарного руководства при изучении русского языка практическим способом. Составлен применительно к программе военно-учебных заведений», опубликованный впервые в 1862 году в журнале «Филологические записки», выпускаемом в Воронеже под редакцией А. А. Хованского. Это руководство получило признание педагогов и пользовалось в своё время широкой известностью по всей России. Кроме того, Говоров составил ещё «Сокращенную практическую русскую грамматику» (СПб., 1871 г.).
В «Филологических Записках», единственном в то время специализированном языковедческом издании (до открытия в 1879 году в Варшаве «Русского филологического вестника»), были опубликованы и другие статьи Говорова:
- Логические отношения мыслей, как основа сочетания предложений, Пробная лекция (1862—1863, № l—2);
- Несколько слов о периоде, составляющем один из отделов грамматики (1862—3 г., № 4—5);
- Несколько вопросов, касающихся учебной грамматической практики (1867 г., № 2);
- Мнение о распределении занятий между преподавателями русского языка и словесности (1867 г., № 3—4);
- Две пробные лекции по Русской словесности. І. «Куликовская битва» Карамзина, в сравнении с летописным рассказом о том же предмете по Никоновской летописи (1867 г., № 6);
- Разборы литературных образцов. II. Ода Ломоносова, выбранная из Иова. III. Сказка о рыбаке и рыбке — Пушкина. IV. Свинья — басня Крылова, (1868 г., № 1 и 2);
- Разборы образцов литературных произведений. I. Птичка. II. Вторая песня Лихача Кудрявича. III. Сатира Дмитриева «Чужой толк» (1870 г., № 1);
- Разбор некоторых сочинений Жуковского, для элементарного понятия о романтической поэзии (1871 г., № 5—6).